# ديك فان أرسديل
ديك فان أرسديل (بالإنجليزية: Dick Van Arsdale)‏ مواليد 22 فبراير 1943 في إنديانابوليس، هو لاعب كرة سلة أمريكي سابق تحول إلى التدريب بعد الاعتزال. بدأ مسيرته الاحترافية في سنة 1965. اختير من قبل فريق نيويورك نيكس خلال الدرافت. حمل الرقم 5. بلغ طوله 6 قدم 5 بوصة (2.0 م). اعتزل اللعب في 1977. شارك 3 مرات في مباراة كل النجوم.

## روابط خارجية
- ديك فان أرسديل على موقع إن بي أي (الإنجليزية)
- ديك فان أرسديل على موقع سبورتس رفرنس (الإنجليزية)
- ديك فان أرسديل على موقع كلية كرة السلة في سبورتس رفرنس.كوم (الإنجليزية)
- ديك فان أرسديل على موقع ريلجم (الإنجليزية)
- ديك فان أرسديل على موقع بروبوليرز (الإنجليزية)
- ديك فان أرسديل على موقع سبورتس رفرنس (الإنجليزية)